# Agriphila tolli
Agriphila tolli is een vlinder uit de familie grasmotten (Crambidae). De wetenschappelijke naam is voor het eerst geldig gepubliceerd in 1952 door Stanisław Błeszyński.
De soort komt voor in Europa.